# 萧
Pour les articles homonymes, voir Xiāo.
Xiāo est la transcription en pinyin des caractères chinois traditionnel 蕭 et simplifié 萧.
Son caractère Unicode est 8427.
C'est un nom de famille chinois qui peut faire référence à :
- Xiao Hong (萧红, 1911-1942), écrivaine chinoise.
- Xiao Hua (1916 - 1985), général de l'Armée populaire de libération de la Chine
- Stephanie Shiao (蕭薔, 1968-), actrice et chanteuse taïwanaise
- Xiao Cuijuan (1986-), haltérophile chinoise